# Claus Eftevaag
Claus Lehland Eftevaag (Kristiansand, 20 dicembre 1969) è un ex calciatore norvegese, di ruolo difensore.

## Carriera

### Club

#### Start
Eftevaag giocò per lo Start dal 1986 al 1995. Esordì in squadra il 10 agosto 1986, sostituendo Pål Lydersen nel successo per 1-0 sul Molde. Il 20 maggio 1987 segnò la prima rete, nel 3-1 inflitto al Brann. Al termine del campionato 1987, lo Start retrocesse in 2. divisjon, ma si riguadagnò immediatamente la promozione nel 1988. Contribuì poi ai due terzi posti finali nel 1991 e nel 1992.

#### Brann
Il difensore fu acquistato dal Brann per il campionato 1996. Il 1º maggio 1996 debuttò infatti in squadra, schierato titolare nel pareggio per 1-1 contro il Viking. Il 5 giugno dello stesso anno, segnò la prima rete, nel successo per 1-3 sul campo del Bodø/Glimt. Fu anche capitano del club.

#### Lierse
Nel 1997, fu acquistato dai belgi del Lierse in cambio di 1.300.000 corone. Dovette però ritirarsi nel 1998, a causa di alcuni problemi fisici.

### Nazionale
Eftevaag partecipò al mondiale Under-20 1989. Collezionò 19 apparizioni, con 6 reti, per la Norvegia under 21. La prima di queste presenze fu datata 11 agosto 1987, nella sconfitta per 2-3 contro la Svezia under 21. Vestì poi la maglia della Nazionale maggiore in 3 circostanze, la prima delle quali il 7 novembre 1990, nel successo per 1-3 sulla Tunisia.

## Statistiche

### Presenze e reti nei club
| Stagione       | Club         | Campionato   | Campionato | Campionato | Coppe nazionali | Coppe nazionali | Coppe nazionali | Coppe continentali | Coppe continentali | Coppe continentali | Supercoppe | Supercoppe | Supercoppe | Totale | Totale |
| Stagione       | Club         | Comp         | Pres       | Reti       | Comp            | Pres            | Reti            | Comp               | Pres               | Reti               | Comp       | Pres       | Reti       | Pres   | Reti   |
| -------------- | ------------ | ------------ | ---------- | ---------- | --------------- | --------------- | --------------- | ------------------ | ------------------ | ------------------ | ---------- | ---------- | ---------- | ------ | ------ |
| 1986           | Start        | 1D           | 4          | ?          | CN              | ?               | ?               | -                  | -                  | -                  | -          | -          | -          | ?      | ?      |
| 1987           | Start        | 1D           | 20         | 6          | CN              | ?               | ?               | -                  | -                  | -                  | -          | -          | -          | ?      | ?      |
| 1988           | Start        | 2D           | ?          | ?          | CN              | ?               | ?               | -                  | -                  | -                  | -          | -          | -          | ?      | ?      |
| 1989           | Start        | 1D           | 21         | 2          | CN              | ?               | ?               | -                  | -                  | -                  | -          | -          | -          | ?      | ?      |
| 1990           | Start        | 1D           | 17         | ?          | CN              | ?               | ?               | -                  | -                  | -                  | -          | -          | -          | ?      | ?      |
| 1991           | Start        | ES           | 22         | ?          | CN              | ?               | ?               | -                  | -                  | -                  | -          | -          | -          | ?      | ?      |
| 1992           | Start        | ES           | 19         | 2          | CN              | ?               | ?               | -                  | -                  | -                  | -          | -          | -          | ?      | ?      |
| 1993           | Start        | ES           | 17         | 2          | CN              | ?               | ?               | -                  | -                  | -                  | -          | -          | -          | ?      | ?      |
| 1994           | Start        | ES           | 19         | 1          | CN              | ?               | ?               | -                  | -                  | -                  | -          | -          | -          | ?      | ?      |
| 1995           | Start        | ES           | 25         | 1          | CN              | ?               | ?               | -                  | -                  | -                  | -          | -          | -          | ?      | ?      |
| Totale Start   | Totale Start | Totale Start | 164+       | 14+        |                 | ?               | ?               |                    | -                  | -                  |            | -          | -          | 164+   | 14+    |
| 1996           | Brann        | ES           | 22         | 2          | CN              | 4               | 2               | CdC                | 6                  | 3                  | -          | -          | -          | 32     | 7      |
| gen.-lug. 1997 | Brann        | ES           | 5          | 0          | CN              | 3               | 0               | CU                 | 2                  | 0                  | -          | -          | -          | 10     | 0      |
| Totale Brann   | Totale Brann | Totale Brann | 27         | 2          |                 | 7               | 2               |                    | 8                  | 3                  |            | -          | -          | 42     | 7      |
| 1997-1998      | Lierse       | D1           | ?          | ?          | CB              | ?               | ?               | UCL                | 7                  | 0                  | -          | -          | -          | 7+     | 0+     |
| Totale         | Totale       | Totale       | 191+       | 16+        |                 | 7+              | 2+              |                    | 15+                | 3+                 |            | -          | -          | 213+   | 21+    |

### Cronologia presenze e reti in Nazionale
| Cronologia completa delle presenze e delle reti in nazionale ― Norvegia | Cronologia completa delle presenze e delle reti in nazionale ― Norvegia | Cronologia completa delle presenze e delle reti in nazionale ― Norvegia | Cronologia completa delle presenze e delle reti in nazionale ― Norvegia | Cronologia completa delle presenze e delle reti in nazionale ― Norvegia | Cronologia completa delle presenze e delle reti in nazionale ― Norvegia | Cronologia completa delle presenze e delle reti in nazionale ― Norvegia | Cronologia completa delle presenze e delle reti in nazionale ― Norvegia |
| Data                                                                    | Città                                                                   | In casa                                                                 | Risultato                                                               | Ospiti                                                                  | Competizione                                                            | Reti                                                                    | Note                                                                    |
| ----------------------------------------------------------------------- | ----------------------------------------------------------------------- | ----------------------------------------------------------------------- | ----------------------------------------------------------------------- | ----------------------------------------------------------------------- | ----------------------------------------------------------------------- | ----------------------------------------------------------------------- | ----------------------------------------------------------------------- |
| 07/11/1990                                                              | Biserta                                                                 | Tunisia                                                                 | 1 – 3                                                                   | Norvegia                                                                | Amichevole                                                              | -                                                                       |                                                                         |
| 26/11/1995                                                              | Kingston                                                                | Giamaica                                                                | 1 – 1                                                                   | Norvegia                                                                | Amichevole                                                              | -                                                                       |                                                                         |
| 29/11/1995                                                              | Port of Spain                                                           | Trinidad e Tobago                                                       | 3 – 2                                                                   | Norvegia                                                                | Amichevole                                                              | -                                                                       |                                                                         |
| Totale                                                                  |                                                                         | Presenze                                                                | 3                                                                       |                                                                         | Reti                                                                    | 0                                                                       |                                                                         |

## Palmarès

### Club

#### Competizioni nazionali
- Supercoppa del Belgio: 1

Lierse: 1997